# Can Montalt del Bosch
Can Montalt del Bosch és una masia de Sant Vicenç de Montalt (Maresme) inclosa a l'Inventari del Patrimoni Arquitectònic de Catalunya.

## Descripció
Masia situada al peu del Turó de Montalt. Consta de planta baixa i un pis. A la façana principal hi ha un portal d'arc rebaixat; totes les obertures són de pedra granítica. La teulada és a dues aigües. Algunes de les finestres tenen festejadors a l'interior.
Ha sofert diverses transformacions i restauracions que l'han deixada tal com és ara.

## Història
Aquesta masia data del segle xvii, amb renovacions importants, com l'avenç del cos de la dreta, l'any 1780.
La família Montalt del Bosch ja conreava les terres l'any 1500, i en Pere Montalt del Bosch va ser batlle de Llavaneres (Sant Andreu i Sant Vicenç) entre els anys 1552 i 1558. L'any 1652 un immigrant francès de nom Bernat Garí es casà amb la pubilla Montalt, encara que va prevaler el cognom Montalt. Una de les branques sortides de Can Montalt han estat els antecessors de la família de Lluís Bonet i Garí.